# Proß (Mainleus)

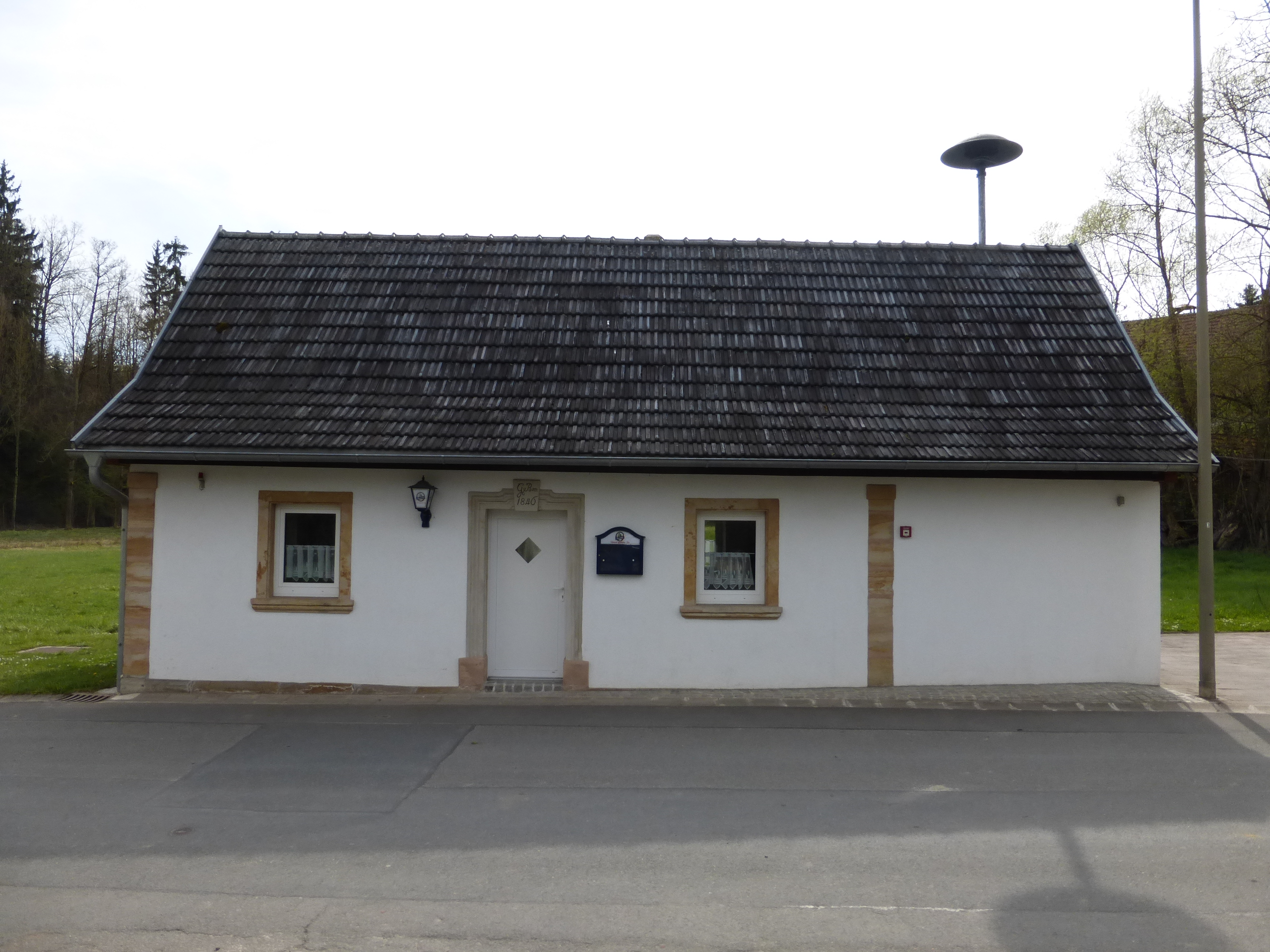
Das Trüpfhäuschen

Proß (oberfränkisch: Bross) ist ein Gemeindeteil des Marktes Mainleus im Landkreis Kulmbach (Oberfranken, Bayern). Die Gemarkung Proß hat eine Fläche von 4,508 km². Sie ist in 494 Flurstücke aufgeteilt, die eine durchschnittliche Flurstücksfläche von 9126,04 m² haben. In ihr liegen neben dem namensgebenden Ort die Gemeindeteile Appenberg, Gundersreuth und Neuenreuth.

## Geografie
Das Dorf liegt am oberen Lauf des Proßer Baches. Eine Gemeindeverbindungsstraße führt die Kreisstraße KU 32 kreuzend nach Appenberg (0,8 km nördlich) bzw. zur Staatsstraße 2190 bei Rother Hügel (1,3 km östlich). Eine weitere Gemeindeverbindungsstraße führt nach Peesten zur Kreisstraße KU 4 (1,1 km südwestlich).

## Geschichte
Der Ort wurde 1390 als „Prosse“ erstmals urkundlich erwähnt. Der Ortsname leitet sich von broz ab (mhd. für Spross, Knospe).
Gegen Ende des 18. Jahrhunderts gab es in Proß 15 Anwesen. Das Hochgericht und die Dorf- und Gemeindeherrschaft übte das Giech’sche Amt Thurnau aus. Grundherren waren das Amt Thurnau (1 Gütlein, 1 Halbgütlein, 1 Söldengütlein, 1 Tropfgütlein, 1 Häuslein), das Amt Peesten (1 Hof, 1 Halbhof, 1 Gütlein, 1 Sölde), das Rittergut Danndorf (2 Güter), das Rittergut Thurnau (1 Halbhof), das Seniorat von Künßberg (2 Güter) und die Hospitalverwaltung Thurnau (1 Gütlein).
Von 1797 bis 1810 unterstand der Ort dem Patrimonialgericht Thurnau. 1810 kam Proß zum Königreich Bayern. Mit dem Gemeindeedikt wurde Proß dem 1811 gebildeten Steuerdistrikt Peesten zugewiesen. Mit dem Zweiten Gemeindeedikt von 1818 entstand die Ruralgemeinde Proß, zu der Appenberg, Gundersreuth und Neuenreuth gehörten. Sie war in Verwaltung und Gerichtsbarkeit dem Herrschaftsgericht Thurnau (ab 1852 Landgericht Thurnau) zugeordnet und in der Finanzverwaltung dem Rentamt Thurnau (1919 in Finanzamt Thurnau umbenannt). In der freiwilligen Gerichtsbarkeit unterstanden sämtliche Anwesen Patrimonialgerichten. Ab 1862 gehörte Proß zum Bezirksamt Kulmbach (1939 in Landkreis Kulmbach umbenannt). Die Gerichtsbarkeit blieb beim Landgericht Thurnau (1879 in das Amtsgericht Thurnau umgewandelt), von 1929 bis 1972 war das Amtsgericht Bayreuth zuständig, seitdem ist es das Amtsgericht Kulmbach. 1930 wurde die Finanzverwaltung vom Finanzamt Bayreuth übernommen, seit 1973 ist das Finanzamt Kulmbach zuständig. Die Gemeinde hatte eine Fläche von 4,504 km² und 1970 251 Einwohner, davon 100 in Proß.  Im Zuge der Gebietsreform in Bayern wurde die Gemeinde am 1. Juli 1976 in den Markt Mainleus eingegliedert.

## Baudenkmäler
- Haus Nr. 1: Austragshaus
- Haus Nr. 10: sogenanntes Trüpfhäuschen

## Religion
Proß ist seit der Reformation evangelisch-lutherisch geprägt und ist teils nach St. Aegidius (Melkendorf) teils nach St. Maria (Peesten) gepfarrt.